# NONONO
I NONONO sono un gruppo musicale alternative rock svedese originario di Stoccolma e formatosi nel 2012.

## Formazione
- Stina Wäppling
- Tobias "Astma" Jimson
- Michel "Rocwell" Flygare

## Discografia

### Album
- 2014 - We Are Only What We Feel

### EP
- 2013 - Pumpin Blood

### Singoli
- 2013 - Pumpin Blood
- 2013 - Like the Wind
- 2014 - Hungry Eyes
- 2014 - One Wish